# Zeltweg
Zeltweg  är en stad och kommun i distriktet Murtal i förbundslandet Steiermark i Österrike.
Kommunen består av fem orter (Ortschaften) (inom parentes invånarantal 1 januari 2024):
- Farrach (1 251)
- Neufisching (296)
- Neuzeltweg (656)
- Pfaffendorf (521)
- Zeltweg (4 352)

Orten är bland annat känd för den numera nedlagda racerbanan Zeltwegbanan (vid närbelägna flygbasen Fliegerhorst Hinterstoisser) . 